# Alois Kayser
Alois Kayser (ur. 29 marca 1877 w Lupstein, Alzacja, zm. 21 października 1944 w Chuuk), niemiecki katolicki misjonarz. 
Spędził blisko 40 lat na Nauru, gdzie napisał podręcznik gramatyki nauruańskiej i (prawdopodobnie) słownik niemiecko-nauruański. W roku 1943 został deportowany wraz z większością mieszkańców Nauru do Mikronezji przez Japończyków, gdzie zmarł. Na jego cześć rząd Nauru nazwał szkołę techniczną w dystrykcie Ewa Kayser College.